# Почтовый музей (Лондон)
Почтовый музей Лондона (англ. The Postal Museum), ранее Британский почтовый музей и архив (British Postal Museum & Archive, сокращённо BPMA), — организация, ответственная за исторический архив британской почты и расположенная в Лондоне.

## Структура
У Почтового музея имеются три объекта:
- Архив Royal Mail[англ.]* в сортировочном центре Маунт-Плезант[англ.] в Кларкенуэлле, историческом районе в центральном Лондоне,
- хранилище музея в Лоутоне (графство Эссекс) и
- музей почтового отделения в общине, расположенный у почтового отделения в викторианском городе Блистс-Хилл (графство Шропшир).

С 2017 года музей располагается в новом здании в Кларкенуэлле.

## Статус
Почтовый музей является независимой благотворительной организацией, но тесно связан с группой компаний Royal Mail Group. Директор Почтового музея — Адриан Стил (Adrian Steel).

## История
В 1838 году был издан Закон Великобритании о государственных архивах, который стал первым шагом в организации государственных архивов, в том числе департамента государственной службы, тогда известного как «Post Office» (Почтовое управление). Тогда и было заложено то, что теперь является Архивом Royal Mail. К 1896 году был составлен отчет, касающийся хранения архивов почтового ведомства, и был назначен первый архивариус. Законы Великобритании о государственных архивах 1958 года и 1967 года усилили обязанность почтового ведомства по хранению, каталогизации и обеспечению доступности архивных документов.
В 1966 году был основан первый Национальный почтовый музей (National Postal Museum, NPM), отчасти по причине дарения государству Реджинальдом М. Филлипсом собранной им коллекции. Коллекция Филлипса включала почтовые марки викторианской эпохи. Музей был открыт королевой Елизаветой II 19 февраля 1969 года, в здании Короля Эдварда King Edward Building возле собора Святого Павла в Лондоне. С годами сформировалась коллекция почтовой техники, мундиров почтовых служащих, транспортных средств и многого другого: гораздо больше, чем могло быть представлено в небольшом музее.

Информация о Национальном почтовом музее в английском альбоме для марок фирмы «Стэнли Гиббонс» 1983 года

В 1998 году здание Короля Эдварда было продано, а Национальный почтовый музей был закрыт. Коллекции были сохранены, а руководство музея и архива объединено. Получившаяся структура была известна как Подразделение наследия (Heritage unit) почтового ведомства (Post Office) (позднее переименованного в Consignia, ещё позднее — Royal Mail Group).
В свете преобразования почтового рынка и собственной реорганизации из государственного ведомства в коммерческое предприятие Royal Mail Group приняла решение перевести работу этого подразделения наследия в самостоятельный благотворительный траст. Подобный «Траст почтового наследия» (Postal Heritage Trust) был учреждён в апреле 2004 года и получил название Британский почтовый музей и архив.
Начиная с 2004 года Британский почтовый музей и архив расширил сферу деятельности и стал предоставлять населению программы проведения мероприятий, комплекс образовательных и интернет-ресурсов.

Экспозиция Британского почтового музея и архива
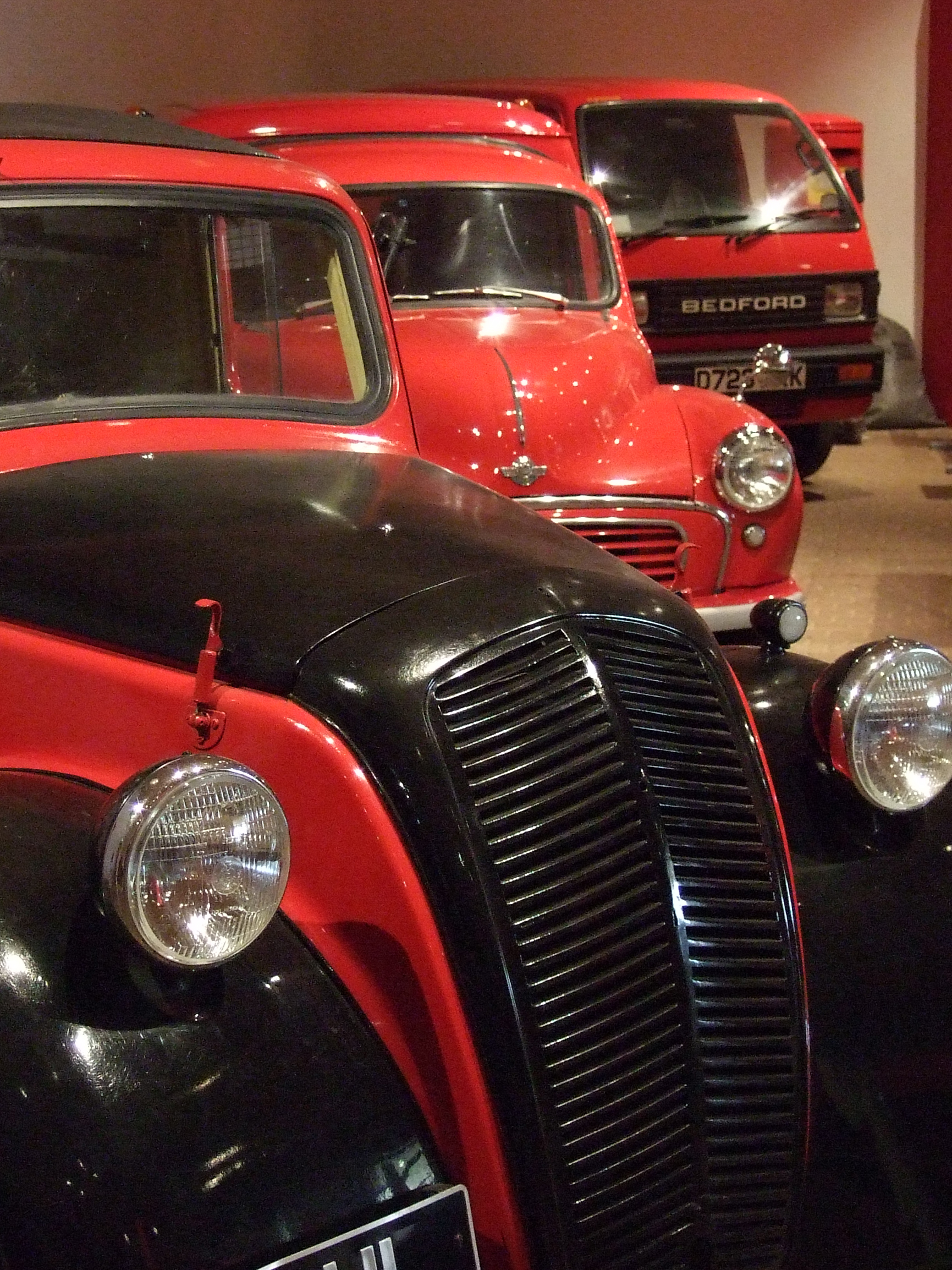
Почтовые автомобили в коллекции музея
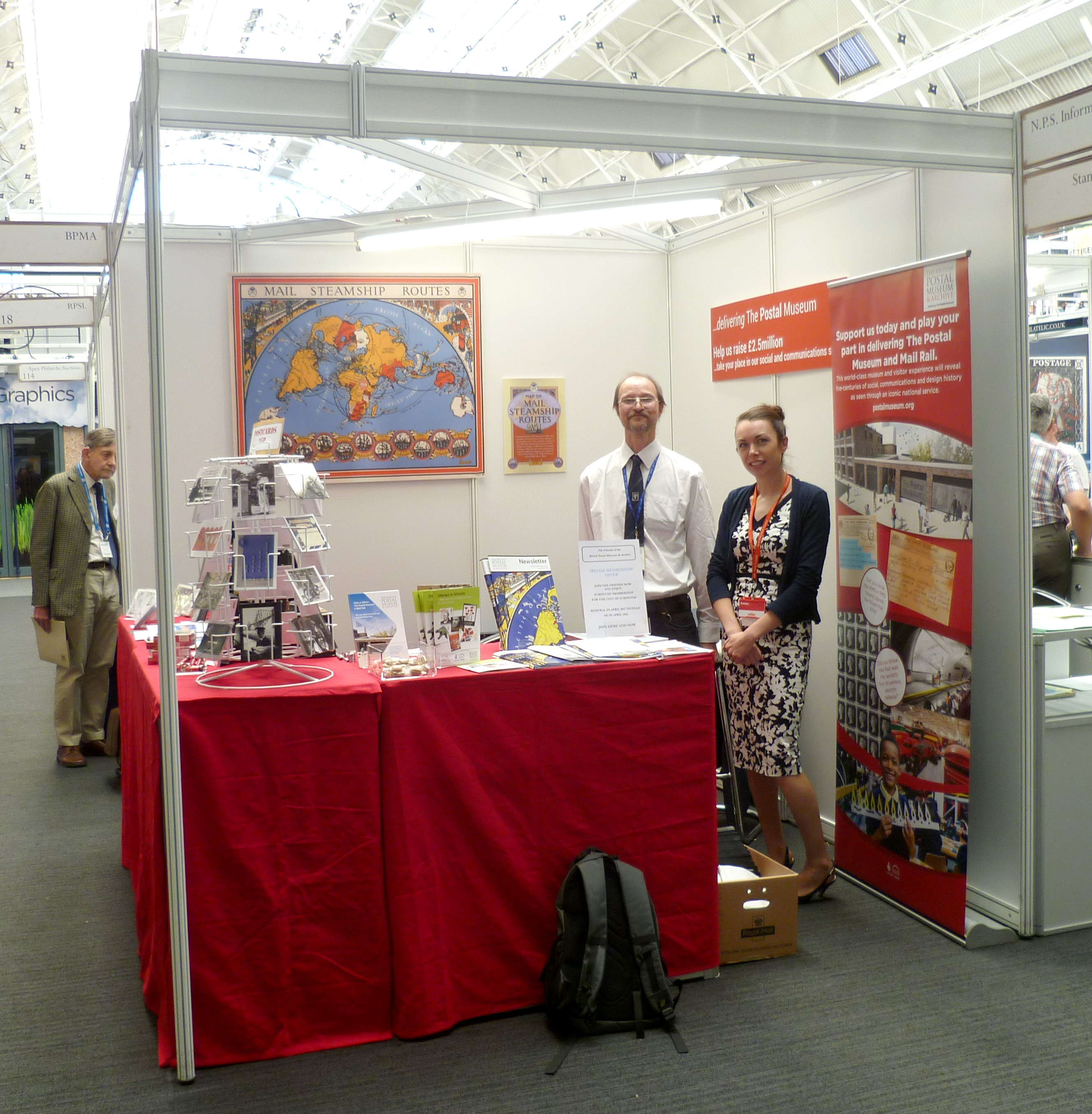
Британский почтовый музей и архив на осенней филателистической выставке «Stampex 2015»

В феврале 2016 года Британский почтовый музей и архив был переименован в Почтовый музей.

## Выставки
В музее организуются также выставки, отражающие историю и современность почты. Так, например, в 1975 году в залах прежнего Национального почтового музея состоялась выставка «Железная дорога — почте», которая рассказывала о развитии железнодорожной почты в Великобритании. Одновременно английское почтовое ведомство выпустило серию марок, посвящённых железнодорожному транспорту. Один из разделов выставки включал два письма, которые пережили катастрофу почтового поезда на мосту через реку Тей в Шотландии более 100 лет назад, в 1879 году. Мост был разрушен речной стихией, что стало причиной катастрофы поезда и гибели 78 человек — всего персонала поезда.

## Отношения сRoyal Mail
Почтовый музей получает ежегодную выплату от Royal Mail за управление архивом Royal Mail. Хотя архив входит в состав Почтового музея, поскольку это государственный архив, в конечном итоге отвечает за него Royal Mail. Архиву придан официальный статус государственного значения, что означает, что он считается национально значимым и к нему открыт доступ для исследователей в здании Freeling House в Лондоне.
Коллекции бывшего Национального почтового музея были подарены группой компаний Royal Mail Британскому почтовому музею и архиву. В настоящее время они находятся в Хранилище музея в графстве Эссекс. Хранилище открыто для общественности в определённые дни в течение всего года, но Почтовый музей признает, что это не тщательно продуманный музей. Почтовый музей в настоящее время работает над проектом по переводу хранилища и воссозданию почтового музея и архива Royal Mail в здании Calthorpe House в Лондоне.